# FC Internazionale Milano

Football Club Internazionale Milano eller bedre kendt som Inter, er en professionel italiensk fodboldklub.
Klubben er grundlagt i 1908 og har hjemmebane på Stadio Giuseppe Meazza (også kaldet San Siro) i Milano, Italien. Inter deler stadion med lokalrivalerne Milan.
Inter er en af de største klubber i Italien og har i perioder været blandt de dominerende på verdensplan. Klubben spiller i den italienske Serie A.

## Historie
Den 9. marts 1908 besluttede en række italienske og schweiziske spillere, ved et møde på Ristorante Orologio at oprette Football Club Internazionale Milano, der skulle være en klub hvor spillere fra alle lande skulle være velkomne. Ristorante Orologio, som betyder klokken, er blevet et symbol på dette vigtige tidspunkt i italiensk fodbold. Den første, der blev medlem af Inter, var Giorgio Muggiani.
Man valgte farverne blå, sort og guld som klubfarver. Farven symboliserer nattehimlen bestrøet med gyldne stjerner - heraf navnet Nerazzurri, "de blå-sorte". Inter spiller normalt i sorte og blå lodrette striber samt sorte shorts og blå-sorte sokker. Klubbens navn skyldes, at grundlæggerne havde et ønske om, at holdet skulle være åbent for udenlandske spillere, hvilket ikke var tilladt hos rivalerne i Milan. Inters symbol er en slange, der dog ikke ses i klubbens logo.
Inters hjemmebane er San Siro, eller Giuseppe Meazza som stadionet bliver kaldt blandt Inter fans. Stadion er opkaldt efter en af de største italienske spillere gennem tiden. Giuseppe Meazza. Meazza spillede det meste af sin karriere i Inter og kun i få år i Milan. Milanfans foretrækker derfor at bruge navnet San Siro. San Siro/Giuseppe Meazza har plads til 85.000 tilskuere.
Klubben var i lang tid ejet af Massimo Moratti, der er en italiensk olierigmand. Hans far, Angelo Moratti, var præsident for klubben i dens glansperiode i 60'erne. Klubben er den eneste fodboldklub i Italien, der aldrig er rykket ud af Serie A. I langt de fleste sæsoner har de spillet med i toppen af rækken.
Klubben har vundet "Scudetto'en" (Det italienske mesterskab) 18 gange, senest i 2009-10-sæsonen med José Mourinho som træner. Det 14. Mesterskab var dog kontroversielt, da det i praksis var en skrivebordssejr, da man på banen kun blev nr. 3 langt efter både Juventus og Milan. Men på grund af disse klubbers indblanding i Calciopoli-affæren og efterfølgende straffe (Juventus blev tvangsnedrykket til Serie B og Milan fik fratrukket otte point), fik Inter overdraget titlen.
Champions League, tidligere Den Europæiske Mesterholdsturnering, har Inter vundet i 1963/1964 og igen i 1964/1965. I 2010 vandt de så igen det prestigefyldte trofæ, med en 2-0 sejr over FC Bayern München, på Real Madrids hjemmebane Santiago Bernabéu. Diego Milito scorede begge mål 35' og 70'. Champions League trofæet var ikke den eneste turnering Inter i 2010 vandt, da det også blev til sejre i både Coppa Italia og Serie A. Det betød at Inter vandet The Treble for første gang i klubbens historie og som det eneste italienske hold nogensinde. Efterfølgende har Inter vundet Super Coppa Italia, med en sejr over Roma, og VM for Klubhold.

## Største spillere gennem tiden
Blandt Inters største stjerner gennem tiderne kan nævnes:
- Luigi Cevenini
- Giuseppe Meazza
- Benito Lorenzi
- Faas Wilkes
- Lennart Skoglund
- Istvan Nyers
- Antonio Valentin Angelillo
- Luis Suárez Miramontes,
- Giacinto Facchetti
- Mario Corso
- Sandro Mazzola
- Karl-Heinz Rummenigge
- Lothar Matthäus
- Jürgen Klinsmann
- Andreas Brehme
- Ronaldo
- Christian Vieri
- Giuseppe Baresi
- Roberto Carlos
- Javier Zanetti
- Ibrahim Shah
- Juan Sebastian Veron
- Zlatan Ibrahimovic
- Adriano Leite Ribeiro
- Hernan Crespo
- Luís Figo
- Samuel Eto'o
- Wesley Sneijder
- Diego Milito
- Júlio César Soares Espíndola
- Maicon Douglas Sisenando
- Walter Samuel
- Esteban Cambiasso
- Mauro Icardi
- Samir Handanović
- Lautaro Martínez
- Nicolò Barella
- Alessandro Bastoni

## Danske spillere
- Harald Nielsen
- Thomas Helveg
- Morten Knudsen
- Patrick Olsen
- Jens Odgaard
- Christian Eriksen

## Spillertrup

### Førstehold
| Nr. | Land      | Position | Spiller                    |
| --- | --------- | -------- | -------------------------- |
| 1   | Schweiz   | MM       | Yann Sommer                |
| 2   | Holland   | FO       | Denzel Dumfries            |
| 6   | Holland   | FO       | Stefan de Vrij             |
| 7   | Polen     | MI       | Piotr Zieliński            |
| 8   | Kroatien  | MI       | Petar Sučić                |
| 9   | Frankrig  | AN       | Marcus Thuram              |
| 10  | Argentina | AN       | Lautaro Martínez (anfører) |
| 11  | Brasilien | MI       | Luis Henrique              |
| 12  | Italien   | MM       | Raffaele Di Gennaro        |
| 13  | Spanien   | MM       | Josep Martínez             |
| 14  | Frankrig  | AN       | Ange-Yoan Bonny            |
| 15  | Italien   | FO       | Francesco Acerbi           |
| 16  | Italien   | MI       | Davide Frattesi            |
| 20  | Tyrkiet   | MI       | Hakan Çalhanoğlu           |

| Nr. | Land      | Position | Spiller            |
| --- | --------- | -------- | ------------------ |
| 21  | Albanien  | MI       | Kristjan Asllani   |
| 22  | Armenien  | MI       | Henrikh Mkhitaryan |
| 23  | Italien   | MI       | Nicolò Barella     |
| 28  | Frankrig  | FO       | Benjamin Pavard    |
| 30  | Brasilien | FO       | Carlos Augusto     |
| 31  | Tyskland  | FO       | Yann Bisseck       |
| 32  | Italien   | FO       | Federico Dimarco   |
| 36  | Italien   | FO       | Matteo Darmian     |
| 42  | Argentina | FO       | Tomás Palacios     |
| 59  | Polen     | MI       | Nicola Zalewski    |
| 94  | Italien   | AN       | Pio Esposito       |
| 95  | Italien   | FO       | Alessandro Bastoni |
| 99  | Iran      | AN       | Mehdi Taremi       |

### Udlejede spillere
De følgende spillere er udlejet fra Inter.
| Nr. | Land      | Position | Spiller                                  |
| --- | --------- | -------- | ---------------------------------------- |
|     | Italien   | FO       | Mike Aidoo (Udlånt til Pergolettese)     |
|     | Argentina | FO       | Franco Carboni (Udlånt til Empoli)       |
|     | Italien   | FO       | Giacomo Stabile (Udlånt til Juve Stabia) |
|     | Nigeria   | MI       | Ebenezer Akinsanmiro (Udlåbt til Pisa)   |
|     | Argentina | MI       | Valentín Carboni (Udlånt til Genoa)      |

| Nr. | Land      | Position | Spiller                                   |
| --- | --------- | -------- | ----------------------------------------- |
|     | Italien   | MI       | Luca Di Maggio (Udlånt til Padova)        |
|     | Venezuela | MI       | Daniele Quieto (Udlånt til Latina)        |
|     | Italien   | AN       | Giacomo De Pieri (Udlånt til Juve Stabia) |
|     | Italien   | AN       | Sebastiano Esposito (Udlånt til Cagliari) |

### Ungdomstruppen
| Nr. | Land       | Position | Spiller               |
| --- | ---------- | -------- | --------------------- |
| 40  | Italien    | MM       | Alessandro Calligaris |
| 47  | Italien    | AN       | Matteo Lavelli        |
| 48  | Italien    | FO       | Gabriele Re Cecconi   |
| 49  | Italien    | AN       | Giacomo De Pieri      |
| 50  | Italien    | FO       | Mike Aidoo            |
| 51  | Grækenland | FO       | Christos Alexiou      |
| 52  | Italien    | MI       | Thomas Berenbruch     |

| Nr. | Land      | Position | Spiller          |
| --- | --------- | -------- | ---------------- |
| 53  | Slovenien | MI       | Luka Topalović   |
| 54  | Italien   | MI       | Mattia Zanchetta |
| 55  | Italien   | FO       | Matteo Motta     |
| 56  | Italien   | AN       | Matteo Spinaccè  |
| 57  | Venezuela | AN       | Daniele Quieto   |
| 58  | Italien   | FO       | Matteo Cocchi    |
| 60  | Albanien  | MM       | Alain Taho       |

## Titler

### Nationale titler
- Serie A: (20): 1909–10, 1919–20, 1929–30, 1937–38, 1939–40, 1952–53, 1953–54, 1962–63, 1964–65, 1965–66, 1970–71, 1979–80, 1988–89, 2005–06, 2006–07, 2007–08, 2008–09, 2009–10, 2020–21, 2023–24
- Coppa Italia (9): 1938–39, 1977–78, 1981–82, 2004–05, 2005–06, 2009–10, 2010–11, 2021-22, 2022-23
- Supercoppa Italiana (7): 1989, 2005, 2006, 2008, 2010, 2021, 2022

### Internationale titler
- Intercontinental Cup: (2): 1964, 1965
- FIFA Club World Cup (1): 2010
- European Cup/Champions League (3): 1963–64, 1964–65, 2009–10
- UEFA Cup (3): 1990–91, 1993–94, 1997–98